# Tipula (Lunatipula) tergata
Tipula (Lunatipula) tergata is een tweevleugelige uit de familie langpootmuggen (Tipulidae). De soort komt voor in het Nearctisch gebied.